# ال اند ام

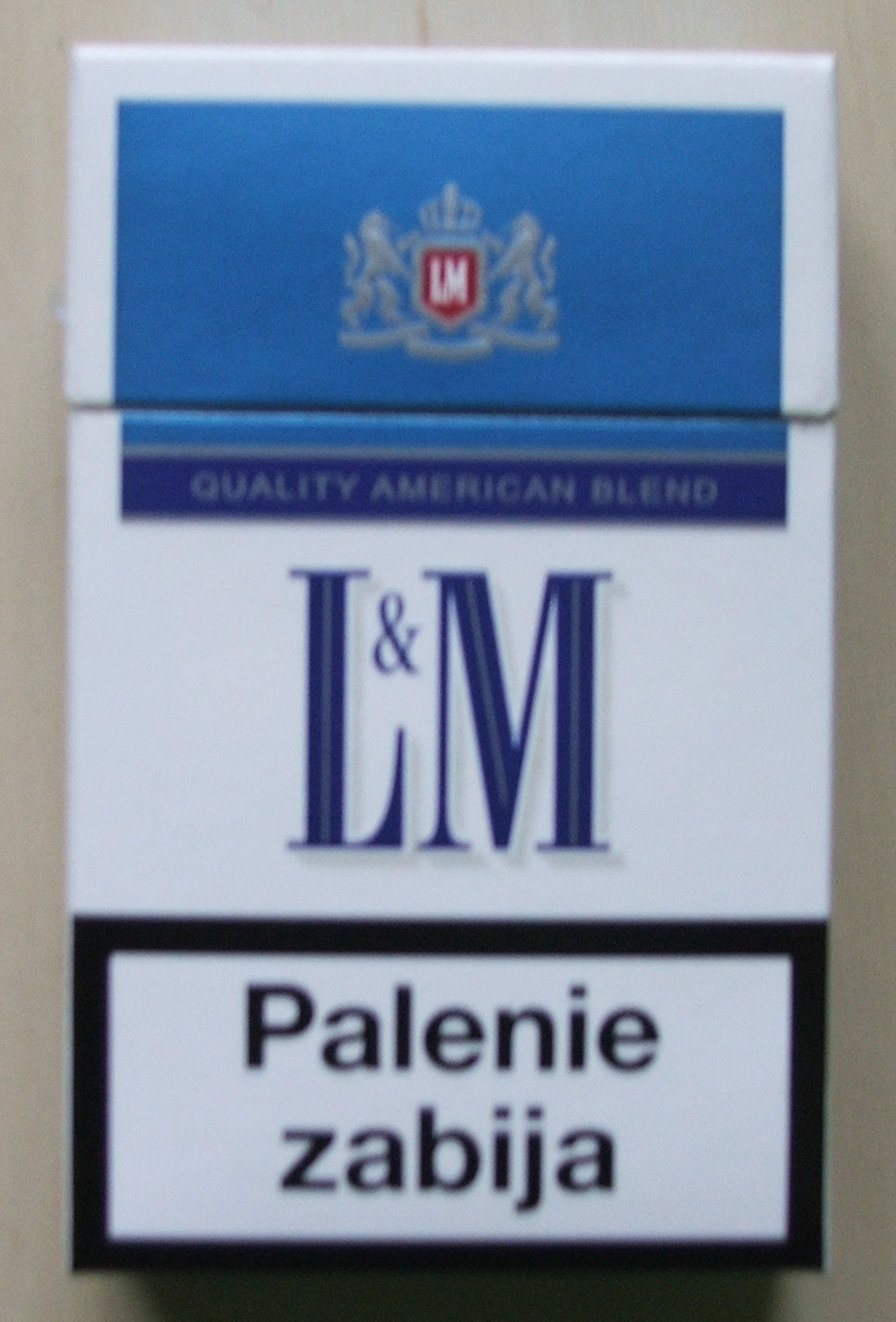

ال اند ام (به انگلیسی: L&M) یک برند سیگار امریکایی است. این برند، اولین بار توسط شرکت Liggett & Myers در سال ۱۹۵۳ ساخته شد. این سیگار، از نخستین سیگارهای فیلتردار (و شاید اولین آنها) به شمار می‌رود.